# Adelaide Borghi-Mamo
Adelaide Borghi-Mamo (Bolonha, 9 de agosto de 1829 — Bolonha, 27 de setembro de 1901) foi uma cantora lírica (meio-soprano) italiana.